# 嗅神経
嗅神経（きゅうしんけい、英語: olfactory nerve）は、脳幹から直接伸びている脳神経（末梢神経）の十二対ある内の一つで、最も頭側から分岐していることより第1脳神経とも呼ばれる。嗅覚を司っており、運動機能を持たない純知覚性の脳神経である。
嗅覚は発生学的には古い系であり、多くの動物では高度に発達しているにもかかわらず人間（ヒト）ではあまり発達していない。これは人間が嗅覚よりも視覚などの他の感覚に頼ってきた結果だと考えられている。
嗅神経と視神経は脳幹から分岐していない脳神経である。

## 嗅覚の経路
鼻腔の天蓋の鼻粘膜嗅部には嗅細胞の受容体が存在している。嗅細胞の集まりは嗅糸（きゅうし）と呼ばれ、嗅糸は篩骨篩板の小孔を通って嗅球（きゅうきゅう）へと入る。嗅球から嗅索を通じ背側へと走行した後内・外側嗅条へと分かれて嗅覚中枢へと達する。